# Taylor Hanson
Jordan Taylor Hanson, mais conhecido como Taylor Hanson (Tulsa, Oklahoma, 14 de março de 1983) é o vocalista principal da banda Hanson e Tinted Windows, compositor, multi-instrumentista teve fama precoce, sua banda ficou conhecida mundialmente em 1997,  quando viraram sucesso com o hit MMMBop do CD Middle of Nowhere, CD este co-produzido pelo Hanson e a Dust Brothers, grande parte desse sucesso se deve ao hit Mmmbop tocado até hoje nas rádios. Filho de Clarke Walker Hanson e Diana Frances Hanson.
Hanson segue gravando e tocando pelo mundo, atualmente tem sua própria gravadora o que lhes dá total autonomia sobre seus trabalhos.

## Vida pessoal
Casou-se com Natalie Anne Bryant em 8 de junho de 2002 em Pine Mountain, Georgia, EUA.
É pai de sete filhos: Jordan Ezra (31 de outubro de 2002), Penelope Anne (19 de abril de 2005), River Samuel (4 de setembro de 2006), Viggo Moriah (9 de dezembro, 2008), Wilhelmina Jane (2 de outubro, 2012) , Claude "Indiana" Emmanuel, (26 de Dezembro, 2018), e Maybellene Alma Joy (7 de dezembro de 2020). 